# Сене, Кори
Кори Сене (фр. Cheikh Cory Sene; род. 20 апреля 2001, Сенегал) — сенегальский футболист, защитник клуба «Виктория».

## Клубная карьера
27 июля 2019 года Сене дебютировал в составе французского Ланса на профессиональном уровне в матче Лиги-2 против «Ле-Мана».
12 января 2021 года Сене был отдан в аренду до конца сезона во французский «Анси».
14 июля 2023 года Сене подписал постоянный контракт с австрийским клубом 2-й лиги «Лафниц».
20 июня 2024 года Кори подписал трехлетний контракт с клубом Первой лиги Чехии «Виктория Пльзень». 11 августа 2024 года на 70 минуте дебютировал в матче первой чешской лиги против Карвины, но уже через три минуты был удалён.